# 解 (姓)
解（かい）は、漢姓のひとつ。

## 中国の姓
『百家姓』では174番目の名字である。2020年の中華人民共和国の統計では人数順の上位100姓に入っておらず、山西省に多く存在する苗字である。台湾の2018年の統計では185番目に多い姓で、2,685人がいる。

### 由来
山西省の地名・解県に由来する。

### 著名な人物
- 解縉（中国語版） - 明の政治家。

#### 架空の人物
- 解珍 - 『水滸伝』の登場人物。
- 解宝 - 『水滸伝』の登場人物。

## 朝鮮の姓
解（かい、ヘ、朝: 해）は、百済の大姓八族の一つである。夫余族系。
2015年の韓国の国勢調査によると、人口は9人。

### 著名な人物
- 解婁
- 解忠
- 解明
- 解仇
- 解須
- 解讐
- 解仇 (比流王)
- 解丘
- 解礼昆